# ユリウス・リーツ
アウグスト・ヴィルヘルム・ユリウス・リーツ（August Wilhelm Julius Rietz, 1812年12月28日 - 1877年9月12日）は、ドイツの指揮者・チェリスト・作曲家。
教育者としても活躍し、門下にヴォルデマール・バルギール やザロモン・ヤーダスゾーン、アーサー・サリヴァン、フーゴ・リヒャルト・ユンクストらを擁する。また、1874年から1877年まで、ブライトコプフ・ウント・ヘルテル社の『メンデルスゾーン全集』の監修者として、フェリックス・メンデルスゾーンの作品の多くを校訂した。

## 経歴
プロイセン王立宮廷楽団のヴァイオリニストであったヨハン・フリードリヒ・リーツ（Johann Friedrich Rietz, 1767年6月12日 リュッベン - 1828年12月25日 ベルリン）を父としてベルリンに生まれた。夭折した兄エドゥアルト・リーツ（1802年10月17日 ベルリン - 1832年1月22日 ベルリン）はヴァイオリニスト・指揮者で、メンデルスゾーンと親しかった。
チェロを8歳からフランツ・シュミット、モーリッツ・ガンツ、そしてベルンハルト・ロンベルクに、作曲をカール・フリードリヒ・ツェルターに師事。16歳でプロイセン王立劇場管弦楽団の団員に任命され、兄エドゥアルトとメンデルスゾーンとの親交を通じて、作曲家としても知られるようになった。メンデルスゾーンの紹介で1834年にデュッセルドルフ劇場の次席指揮者に就任。1835年にはメンデルスゾーンの後任としてデュッセルドルフ市の首席指揮者になり、1836年には音楽監督に昇進した。1847年に招聘されてライプツィヒに赴任し、1854年までライプツィヒ劇場の楽長とライプツィヒ・ジングアカデミーの指揮者を引き受けた。さらに1848年には、ライプツィヒ・ゲヴァントハウス管弦楽団の指揮者と、フェリックス・メンデルスゾーン・バルトルディ音楽演劇大学ライプツィヒライプツィヒ音楽院作曲科の教員にも就任した。また、バッハ協会のためにヨハン・ゼバスティアン・バッハの『マタイ受難曲』の校訂（1854年）と『ミサ曲 ロ短調』の校訂（1856年）を行い、1855年から1860年までバッハ協会の事務局長も務めた。作曲家・指揮者・学者としての彼の業績に、1859年にはライプツィヒ大学から名誉博士号が授与された。1860年にドレスデンの宮廷楽長に招聘されて就任し、1870年にドレスデン王立音楽院の芸術監督にも就いた。1874年よりザクセン王国音楽総監督に任命された。ドレスデンで没。

## 主要作品一覧
4つの歌劇や、劇付随音楽、合唱曲、リート、3つの交響曲、演奏会用序曲、協奏曲、室内楽曲を遺している。作曲家としてのリーツは、メンデルスゾーンを受け継ぎ、新ドイツ楽派に反対した。以下に主な作品を挙げる。
歌劇
- 海賊（Der Korsar, 1850年）
- ゲオルク・ノイマルクとガンバ（Georg Neumark und die Gambe, 1859年）
- イェリーとベーテリーまたは異国の娘たち（Jery und Bätely, Das Mädchen aus der Fremde, 1839年）

序曲
- ヘーローとレアンドル 作品11 (Hero und Leander Op. 11)
- 喜劇序曲 作品53 (Lustspielouvertüre Op. 53)

交響曲
- 交響曲第1番 ト短調 作品13（1843年）
- 交響曲第2番 イ長調 作品23（1846年）
- 交響曲第3番 変ホ長調 作品31（1854/1855年）

協奏曲
- クラリネット協奏曲 ト短調 作品29 (Klarinettenkonzert g-Moll Op. 29)
- オーボエ小協奏曲 ヘ短調 作品33 (Konzertstück f-Moll Op. 33)

その他
- 古いドイツのいくさの歌 (Altdeutscher Schlachtgesang)
- 酒神賛歌 (Dithyrambe)

## 註記
1. ↑  Dwight, John Sullivan (October 27, 1877). “Dr. Julius Rietz.”. Dwight's Journal of Music: A Paper of Art and Literature 37 (15):  113.（『ロンドン・ミュージカル・タイムズ』誌の訃報欄からの抜粋）
2. ↑  “Rietz, August Wilhelm Julius, 1812-1877”.   National Library of Australia. 2024年12月28日閲覧。
3. ↑  “Sleeve-notes for Recording of Bargiel and Mendelssohn Octets”.   Hyperion Records (1989年). 2007年11月2日閲覧。
4. ↑  “Arthur Sullivan in Memoriam”.   Musical Times (1900年12月). 2007年10月28日時点のオリジナルよりアーカイブ。2007年11月2日閲覧。
5. ↑  Zimmer (1943)、1ページ。
6. ↑  Fürstenau (1889)。
7. ↑  “Albert Mell. “Rietz, Eduard.” Grove Music Online. Oxford Music Online”.   Oxford University Press. 2013年10月26日閲覧。
8. ↑  David (1883)、133ページ。
9. 1 2  “Albert Mell and Matthias Wiegandt. “Rietz, Julius.” Grove Music Online. Oxford Music Online”.   Oxford University Press. 2013年10月26日閲覧。
10. ↑  “Rietz, Julius”. In Daniel Coit Gilman, Harry Thurston Peck, and Frank Moore Colby, eds. (1905)  New International Encyclopedia. New York: Dodd, Mead and Company
11. ↑  Baker, Theodore, trans. (1915) “Pauline Viardot-Garcia to Julius Rietz: Letters of Friendship.”The Musical Quarterly 1: 350-380. 353ページの記述。